# Diascorhynchides arenaria
Diascorhynchides arenaria is een platworm (Platyhelminthes). De worm is tweeslachtig. De soort leeft in het zoute water.
Het geslacht Diascorhynchides, waarin de platworm wordt geplaatst, wordt tot de familie Diascorhynchidae gerekend. De wetenschappelijke naam van de soort werd voor het eerst geldig gepubliceerd in 1970 door Schilke.